# Challenger de Cleveland 2022
El torneo Cleveland Challenger 2022 fue un torneo de tenis pertenecieó al ATP Challenger Tour 2022 en la categoría Challenger 80. Se trató de la 4.ª edición; el torneo tuvo lugar en la ciudad de Cleveland (Estados Unidos), desde el 31 de enero hasta el 6 de febrero de 2022 sobre pista dura bajo techo.

## Jugadores participantes del cuadro de individuales
| Favorito | País                      | Jugador            | Rank1 | Posición en el torneo |
| -------- | ------------------------- | ------------------ | ----- | --------------------- |
| 1        | Bandera de Estados Unidos | Tennys Sandgren    | 94    | Segunda ronda         |
| 2        | Bandera de Italia         | Andreas Seppi      | 101   | Primera ronda         |
| 3        | Bandera de Japón          | Yoshihito Nishioka | 119   | FINAL                 |
| 4        | Bandera del Reino Unido   | Liam Broady        | 128   | Segunda ronda         |
| 5        | Bandera de Austria        | Jurij Rodionov     | 137   | Segunda ronda         |
| 6        | Bandera de Estados Unidos | Ernesto Escobedo   | 141   | Cuartos de final      |
| 7        | Bandera de Ecuador        | Emilio Gómez       | 159   | Segunda ronda, retiro |
| 8        | Bandera de Estados Unidos | Jack Sock          | 157   | Segunda ronda, retiro |

- 1 Se ha tomado en cuenta el ranking del 17 de enero de 2022.

### Otros participantes
Los siguientes jugadores recibieron una invitación (wild card), por lo tanto ingresan directamente al cuadro principal (WC):
- William Blumberg
- Aleksandar Kovacevic
- Keegan Smith

Los siguientes jugadores ingresan al cuadro principal tras disputar el cuadro clasificatorio (Q):
- Ulises Blanch
- Sebastian Fanselow
- Alexis Galarneau
- Rinky Hijikata
- Emilio Nava
- Roberto Quiroz

## Campeones

### Individual Masculino
- Dominic Stricker derrotó en la final a  Yoshihito Nishioka, 7–5, 6–1

### Dobles Masculino
- William Blumberg /  Max Schnur derrotaron en la final a  Robert Galloway /  Jackson Withrow, 6–3, 7–6(4)